# Juan Crisóstomo Arriaga
Juan Crisóstomo Jacobo Antonio de Arriaga y Balzola (Bilbau, 27 de janeiro de 1806 – 17 de janeiro de 1826, Paris) foi um compositor espanhol. Era natural do País Basco.

## Música
A quantidade de música de Arriaga que sobreviveu até os dias atuais é muito pequena, refletindo sua morte precoce. Inclui:
- Ópera: Arriaga escreveu uma ópera, Los esclavos felices ("Os Escravos Felizes"), em 1820 quando tinha quatorze anos. Foi produzido em Bilbau. Apenas a abertura e alguns fragmentos sobreviveram.
- Sinfonia : Arriaga compôs uma Sinfonia em Ré para Grande Orquestra (Sinfonía a gran orquesta), que usa Ré maior e Ré menor tão igualmente que não está em nenhuma das tonalidades.
- Quartetos de cordas : Aos 16 anos, Arriaga escreveu três brilhantes e idiomáticos quartetos de cordas que foram publicados em 1824 e foram as únicas obras dele publicadas durante sua vida.
- Outras obras: Arriaga também escreveu o seguinte:
  - Um octeto, Nada y mucho marcou para Quarteto de Cordas, Baixo, Trompete, Violão e Piano.
  - Peças de música sacra: uma missa (perdida), Stabat Mater, Salve Regina, Et vitam venturi saeculi (perdida), cantatas (Agar, Erminia, All' Aurora, Patria)
  - Composições instrumentais: a nonet, Tres Estudios de Character para piano, La Húngara para violino e piano, Variações para Quarteto de Cordas e numerosos Romances

A música de Arriaga foi usada para criar uma ópera pasticcio, Die arabische Prinzessin. A obra foi encomendada pela Fundação Barenboim-Said à compositora Anna-Sophie Brüning e à autora Paula Fünfeck e baseia-se num conto árabe tradicional. A peça foi estreada sob o título Die Sultana von Cadiz pela West-Eastern Divan Orchestra da Fundação Barenboim-Said e coros infantis locais no Palácio Cultural, Ramallah em 14 de julho de 2009. A editora musical Boosey & Hawkes lista mais corridas de performance em Leipzig (em 2011); em Bonn, Bilbao e Barañáin (em 2013); e em Madrid, Coburg e Linz (em 2014).

## Por ordem cronológica[4][5]
- Nada y mucho, para octeto (1817)
- Abertura "Nonetto", Op. 1, para pequena orquestra (1818)
- Marcha Militar, Op. 2, para banda (1819)
- Hino "Ya luce..." ("Pátria"), Op. 3, para coro e orquestra (1819)
- Hino "Nobres Cántabros...", Op. 4, para coro e orquestra (1819)
- Romanza, para piano (1819)
- Los esclavos felices, ópera em dois atos para solistas, coro e orquestra (1820) (perdido, apenas a abertura e os esboços sobreviveram)
- Tema variado em quarto, Op. 17, para quarteto de cordas (1820)
- Abertura em ré maior, Op. 20, para orquestra (1821)
- Moteto "Stabat Mater", para dois tenores, baixo e orquestra (1821)
- Moteto "O Salutaris", para dois tenores, baixo e orquestra (1821)
- Variações sobre o tema da Húngara, Op. 22, para violino e baixo contínuo (1821)
- Variações sobre o tema da Húngara, Op. 23, para quarteto de cordas (1822)
- Aria de Beltrán, para tenor e orquestra (1822)
- Três Estudos ou Caprichos, para piano (1822)
- Moteto "O salutes hostia", para dois tenores, baixo contínuo e orquestra de cordas (1823)
- Fuga em oito vozes "Et vitam venturi" (1823) (perdido)
- Três Quartetos (1823)
  - Quarteto de cordas nº 1 em ré menor
  - Quarteto de cordas nº 2 em lá maior
  - Quarteto de cordas nº 3 em mi bemol maior
- Sinfonia em ré maior, "Sinfonía a gran orquesta" (1824)
- Cônego de Henneville (1824)
- Missa a quatro vozes (1824) (perdida)
- Salve Regina (1824) (perdido)
- Médée, ópera para soprano e orquestra (1825) (inacabada, apenas a ária sobreviveu)
- Ma tante Aurore (All' Aurora), duo para tenor, baixo contínuo e orquestra (1825)
- Edipo, para tenor e orquestra (1825) (apenas a Aria de Polinicio sobreviveu)
- Herminie, cantata para soprano e orquestra (1825)
- Agar, cantata para soprano, tenor e orquestra (1825)

### Obras sem data de composição
- Audi benigne, para coro.[6]

## Gravações selecionadas
- O salutaris Hostia. Stabat Mater dolorosa. Air d’Oedipe à Colone. Herminie. Air de Médée. Duo de Ma Tante Aurore. Agar dans le desert. Il Fondamento, Paul Dombrecht. Fuga Libera FUG515 2005
- Juan Crisóstomo de Arriaga (1806–1826). The complete string quartets. La Ritirata – Josetxu Obregón. Glossa GCD923102, 2014